# ウラジーミル (ウラジーミル州)
ウラジーミル（ヴラジーミル、ロシア語: Владимир, ラテン文字転写: Vladimir ヴラヂーミル）は、ロシア西部、ヴラジーミル州の州都で、人口は約34万人（2021年）。モスクワの東200 kmに位置し、モスクワとニジニ・ノヴゴロドとを結ぶ高速道路M7の沿線。モスクワからは電車で2時間ほどである。ヴォルガ川の支流クリャージマ川に面している。
ロシアの古都の一つで、ウラジーミル・スーズダリ大公国の首都として栄えた。いわゆる「黄金の環」を構成する都市の一つ。1108年頃にキエフ大公ウラジーミル・モノマフにより要塞として建設されたといわれる。この要塞は、ロストフ・スーズダリ公国（ウラジーミル・スーズダリ大公国の前身）の南東を守るものであった。1238年、モンゴル帝国の襲撃を受け街は焦土と化したが、いくつかの中世ロシアの宗教建築が破壊を免れた。
1992年、ウラジーミル市の聖堂群は近郊のスーズダリ市に残る聖堂群とともに、「ウラジーミルとスーズダリの白亜の建造物群」として、ユネスコの世界遺産に登録された。
セミャージノ空港を擁し、冷戦時代にはドブリンスコエ空軍基地があった。

## 歴史

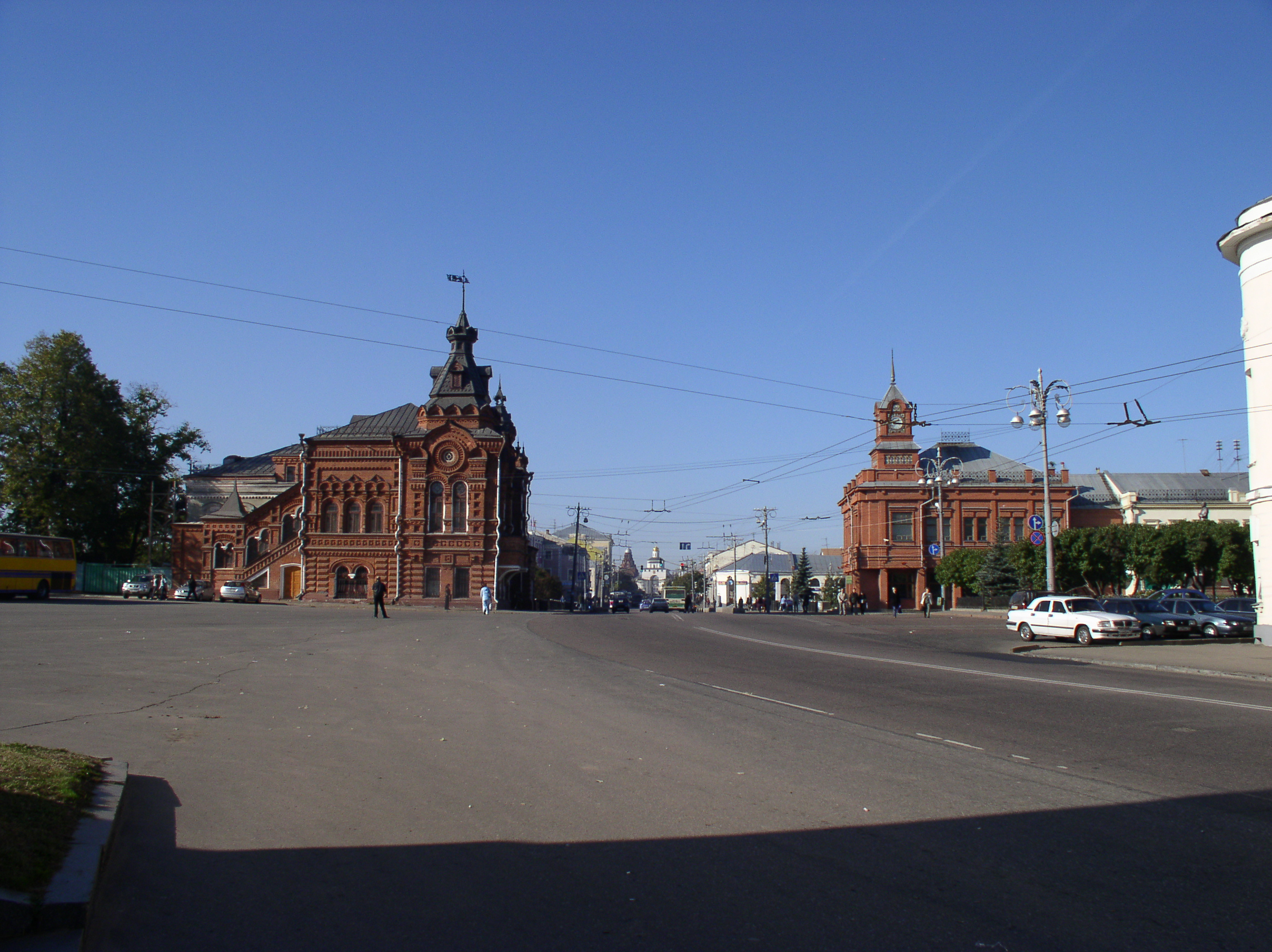
ウラジーミル市街

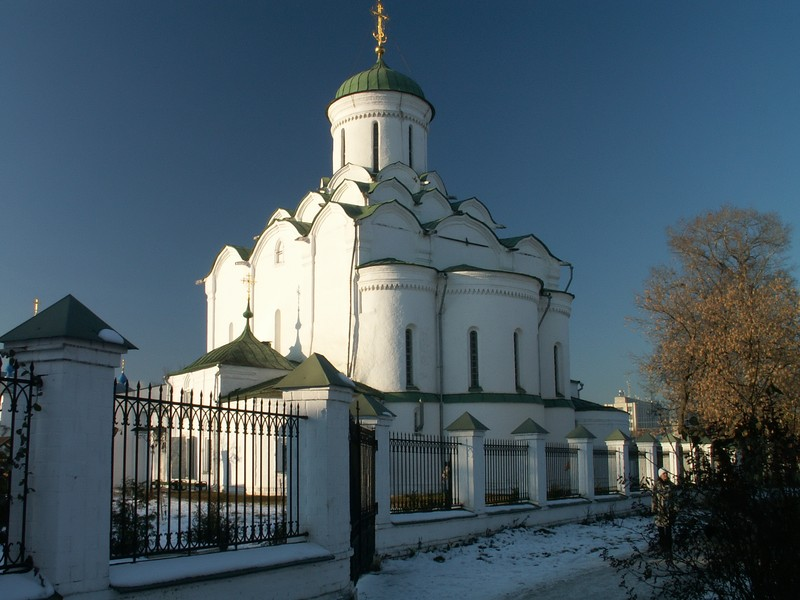
クニャーギニンスカヤ教会。モスクワ大公イヴァン3世により寄進された

### 創建
ウラジーミルの創建の年は伝統的には1108年とされる。これは『原初年代記』の1108年の条でウラジーミルが言及されるためである。ここから、1093年にウラジーミルを含む地方をロストフ＝スーズダリ公国の一部として相続したキエフ大公ウラジーミル2世モノマフがウラジーミルの町を建設し自らの名をつけた、という説が生まれている。1958年には市の創建850年祭が祝われ、街の中心には当時作られた記念碑が多数飾られている。
これに対し1990年代、ウラジーミルはこれよりも古くからあったという説が登場し論争となった。原初年代記のイパーチー年代記（Hypatian codex）の解読を行う学者たちが、この地をウラジーミル1世が990年に訪れたという記述があることから、創建年もこの年に移動すべきとする見解を明らかにした。2005年に可決されたウラジーミル市憲章（基本法）では990年を創建年としている。
一方、1108年創建説を支持する学者は、新説に対し捏造ではないかと反論している。近隣の古都スーズダリは1024年に初めて言及されているが、12世紀のスーズダリ住民はウラジーミルを「若い街」と呼びその支配者を傲慢に扱っていた。年代記ではスーズダリの人々はウラジーミルの人々を自分たちのホロープ（奴隷）であり子孫であると呼んでいる。12世紀から13世紀初頭にかけての抗争でも、ウラジーミルはスーズダリやロストフに比べ「若い街」と繰り返し書かれている。

### 最盛期
ウラジーミルが歴史上重要な都市となったのは12世紀も後半に入ってからのことである。ロストフ＝スーズダリ公国を防衛する前哨として建設されたウラジーミルは、北東ルーシの公ウラジーミル2世モノマフの治世（1113年から1125年までキエフ大公）、およびその息子のユーリー・ドルゴルーキー（手長公）の治世（1154年から1157年までキエフ大公）には政治的にも軍事的にも重要性は持たず、ロストフやスーズダリが彼らの拠点であり、そこからキエフに影響力を伸ばした。
ドルゴルーキーの息子、アンドレイ・ボゴリュブスキー（1157年 - 1175年）がロストフ＝スーズダリ公国を継いで以降、彼の住むウラジーミルが公国の中心となり、以後モンゴル帝国の襲来（1237年）までの間その黄金時代が続いた。彼はウラジーミル北東郊外の村ボゴリュボヴォ（Bogolyubovo）に居城を築き、彼の公国がキエフ大公国に代わりルーシでの主導権を握るようになる。アンドレイがこの城で殺された後は同じくドルゴルーキーの息子であるミハイロ・ユリエヴィチ、次いでその弟フセヴォロド3世（大巣公）がウラジーミルに入り、ロストフやスーズダリのボヤール（貴族）たちと抗争しながら勢力を広げてゆく。
ウラジーミルは公国首都として急速に大きく豊かになり、アンドレイ・ボゴリュブスキーの代にウラジーミルに生神女就寝大聖堂（1158年）や黄金の門（1164年）が建設されている。アンドレイは1164年にはキエフの府主教から分かれた新しい府主教をウラジーミルに置こうとすらしたが、コンスタンティノープル総主教に拒絶されている。
ウラジーミルの白亜の聖堂・塔・宮殿の建築には、ロシア人・ドイツ人・グルジア人など多くの石工が携わった。ロシア北方の他の建築とは異なり、高いところには石の浮彫による彫像があしらわれ、非常に凝った外観になっている。当時の壮大な建築物群は、今日では3つしか残っていない（生神女就寝大聖堂、ドミトリエフスキー聖堂、黄金の門）。アンドレイの築いたボゴリュボヴォの宮殿の傍にはネルリの生神女庇護聖堂が建設されたが、この聖堂は今日まで残り、ネルリ川とクリャージマ川の合流点で水に浮かぶように建っている。

### 衰退期
モンゴルのルーシ侵攻のさなかの1238年2月8日、ウラジーミルはバトゥ率いるモンゴル帝国軍により陥落した。大火が32棟の大理石でできた壮大な建築群を焼き払い、大公・ユーリー2世の家族は火から逃れようとして入った教会で焼け死に、ウラジーミルの主教はかろうじて逃げのびた。大公も逃げ延びたが、3月4日のシチ川の戦いで戦死した。
モンゴル軍による破壊後、ウラジーミルは部分的に再建されたが、過去の栄華を取り戻すことはなかった。ジョチ・ウルスの支配下ではルーシ諸国の中で最も強い勢力を持った公は比較的若い街の君主であるモスクワ公もしくはトヴェリ公であったが、彼らはウラジーミル・スーズダリ大公を名乗りジョチ・ウルスへの貢納を行った。1299年から1325年までの間はキエフ府主教がウラジーミルに座し、モスクワに移るまでの間ルーシ全土を管轄した。ウラジーミルの大公はもともとウラジーミル生神女就寝大聖堂で戴冠したが、モスクワ公がウラジーミル大公の地位に取って代わった後は、モスクワのクレムリンの生神女就寝大聖堂が大公の戴冠式の場となった（この聖堂はイタリア人建築家アリストテレ・フィラヴァンティがウラジーミルの大聖堂をもとに建設した）。モスクワ大公国の拡大後も、モスクワ大公はウラジーミルに多くの聖堂、たとえば市の北西3 kmの位置にあるスノヴィツキーの生神女福音大聖堂（ブラゴヴェシェンスキー大聖堂、1501年頃）、クニャーギニン女子修道院（1505年頃）などを寄進した。
ノヴゴロドの公でウラジーミル大公となったアレクサンドル・ネフスキーの遺体は、18世紀にピョートル大帝がサンクトペテルブルクのアレクサンドル・ネフスキー大修道院に移すまではウラジーミルの降誕聖堂（1191年から1196年にかけ建設）にあった。この聖堂は18世紀、中を明るくするために外壁に窓を増やそうとした結果崩れ落ちている。

## 世界遺産
1992年にウラジーミル周辺の古い建築群はウラジーミルとスーズダリの白亜の聖堂建築群として世界遺産に登録された。ウラジーミル市内では、以下の著名な建造物が登録対象となっている。
- 生神女就寝大聖堂 (ウラジーミル) - 1158年に建設された大聖堂。ウスペンスキー大聖堂とも呼ばれる。バトゥの侵略により一度破壊されたが、その後再建された。
- 黄金の門 (ウラジーミル)（en:Golden Gate (Vladimir)） - 1164年に建設された城門。こちらもバトゥによる破壊を経験しているが、1795年に再建された。
- ドミトリエフスキー聖堂 - 1194年から1197年にかけて建設された聖堂。

### 世界遺産登録基準
この世界遺産は世界遺産登録基準のうち、以下の条件を満たし、登録された（以下の基準は世界遺産センター公表の登録基準からの翻訳、引用である）。
- (1) 人類の創造的才能を表現する傑作。
- (2) ある期間を通じてまたはある文化圏において、建築、技術、記念碑的芸術、都市計画、景観デザインの発展に関し、人類の価値の重要な交流を示すもの。
- (4) 人類の歴史上重要な時代を例証する建築様式、建築物群、技術の集積または景観の優れた例。

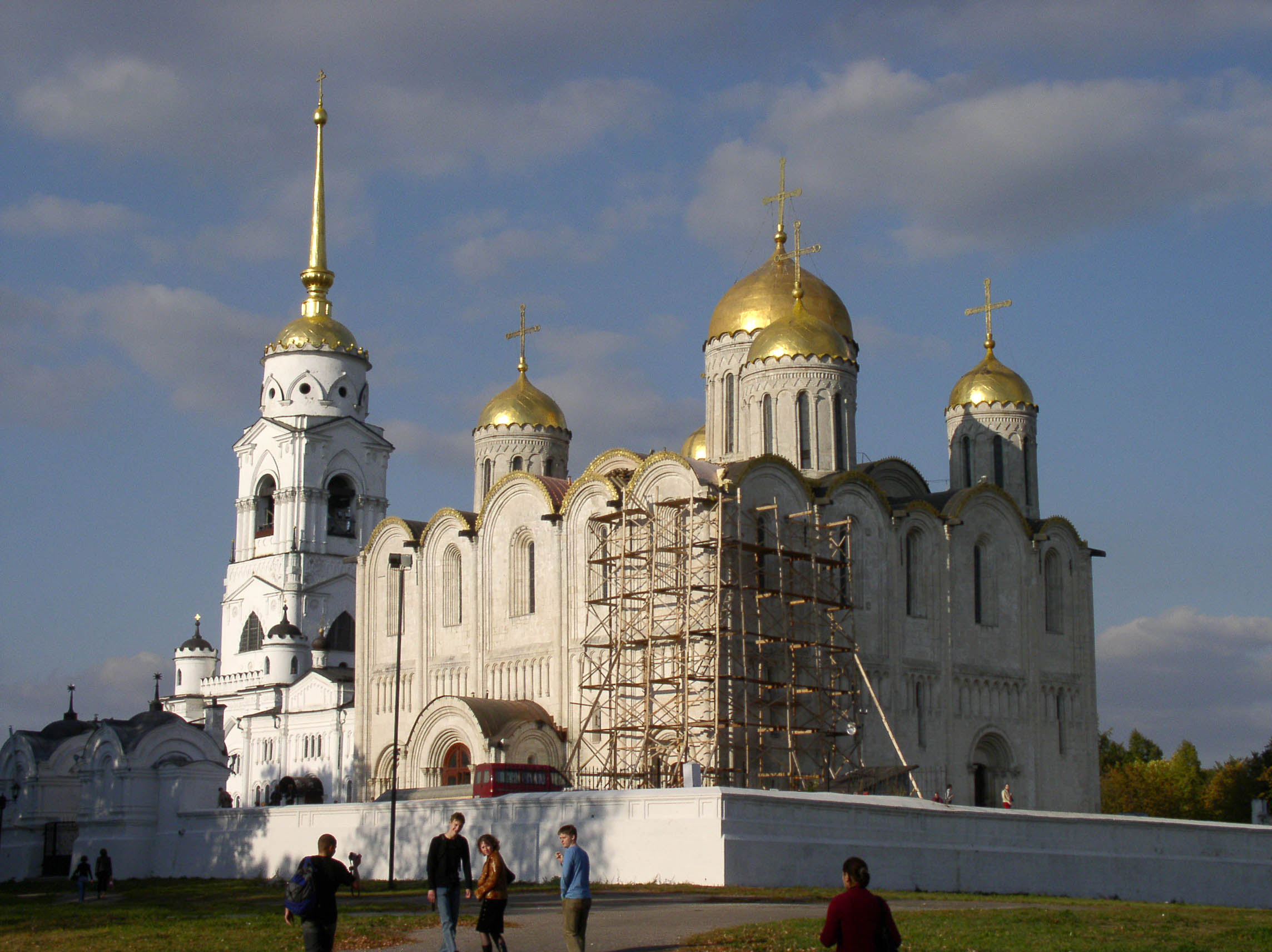
生神女就寝大聖堂 (ウラジーミル)
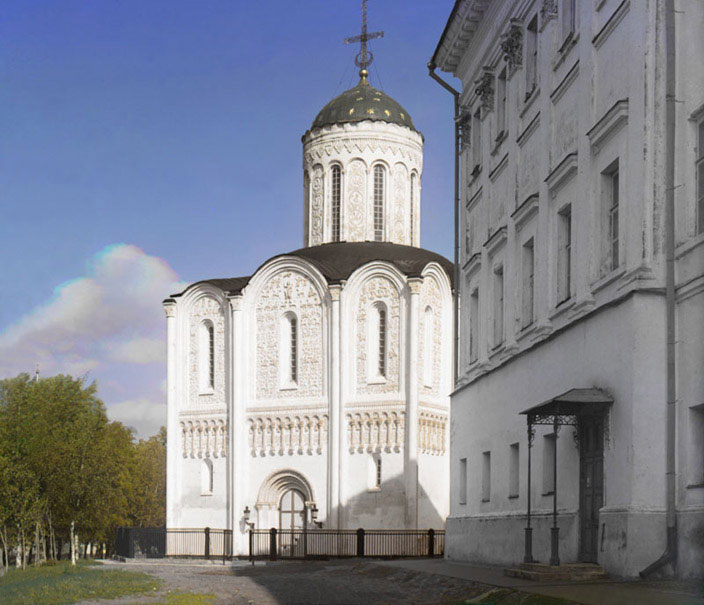
ドミトリエフスキー聖堂
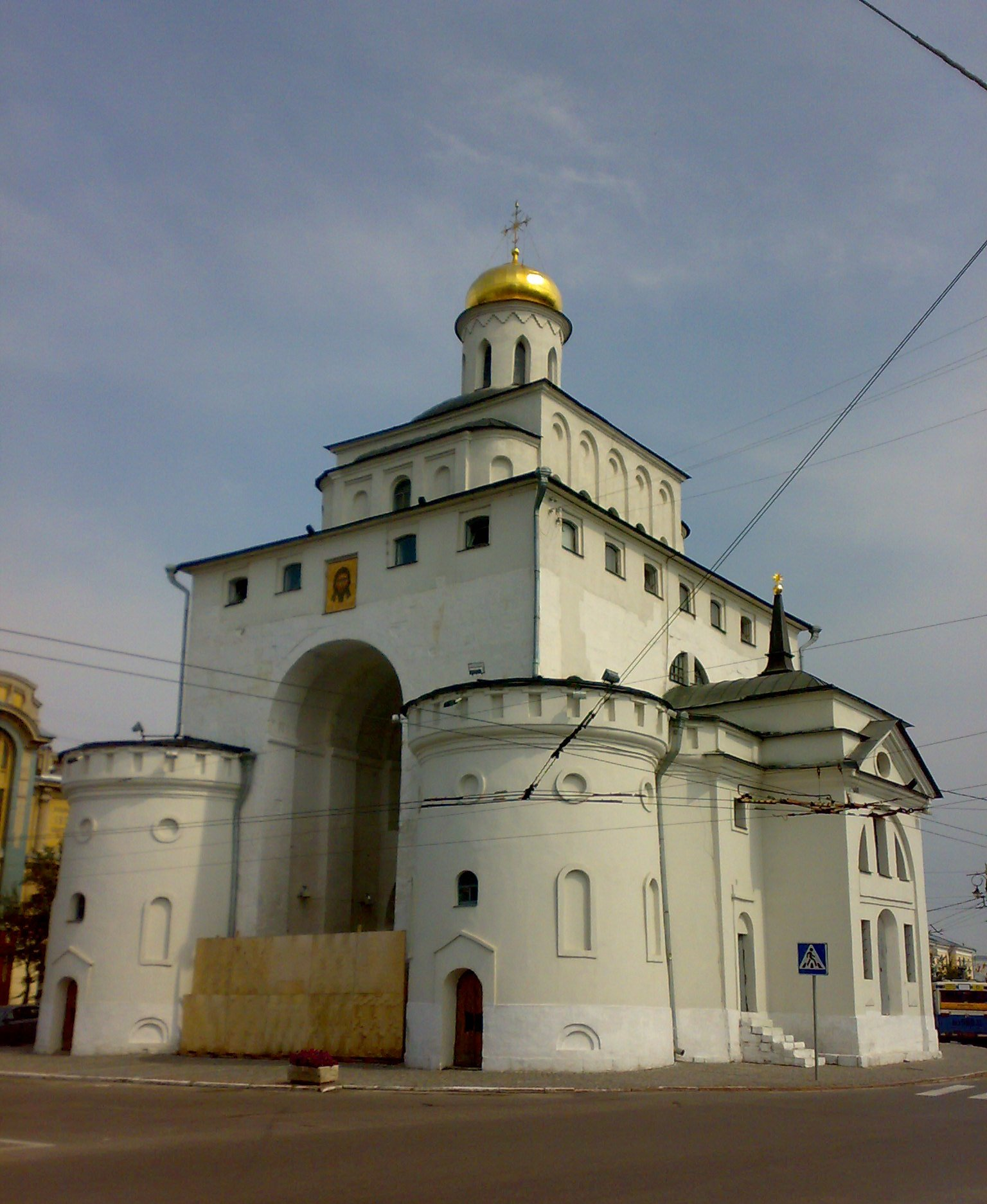
黄金の門
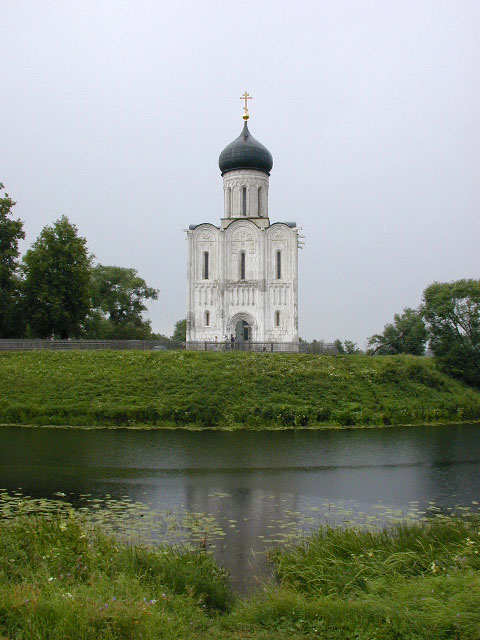
市の郊外のボゴリュボヴォ。ネルリの生神女庇護聖堂

## 姉妹都市

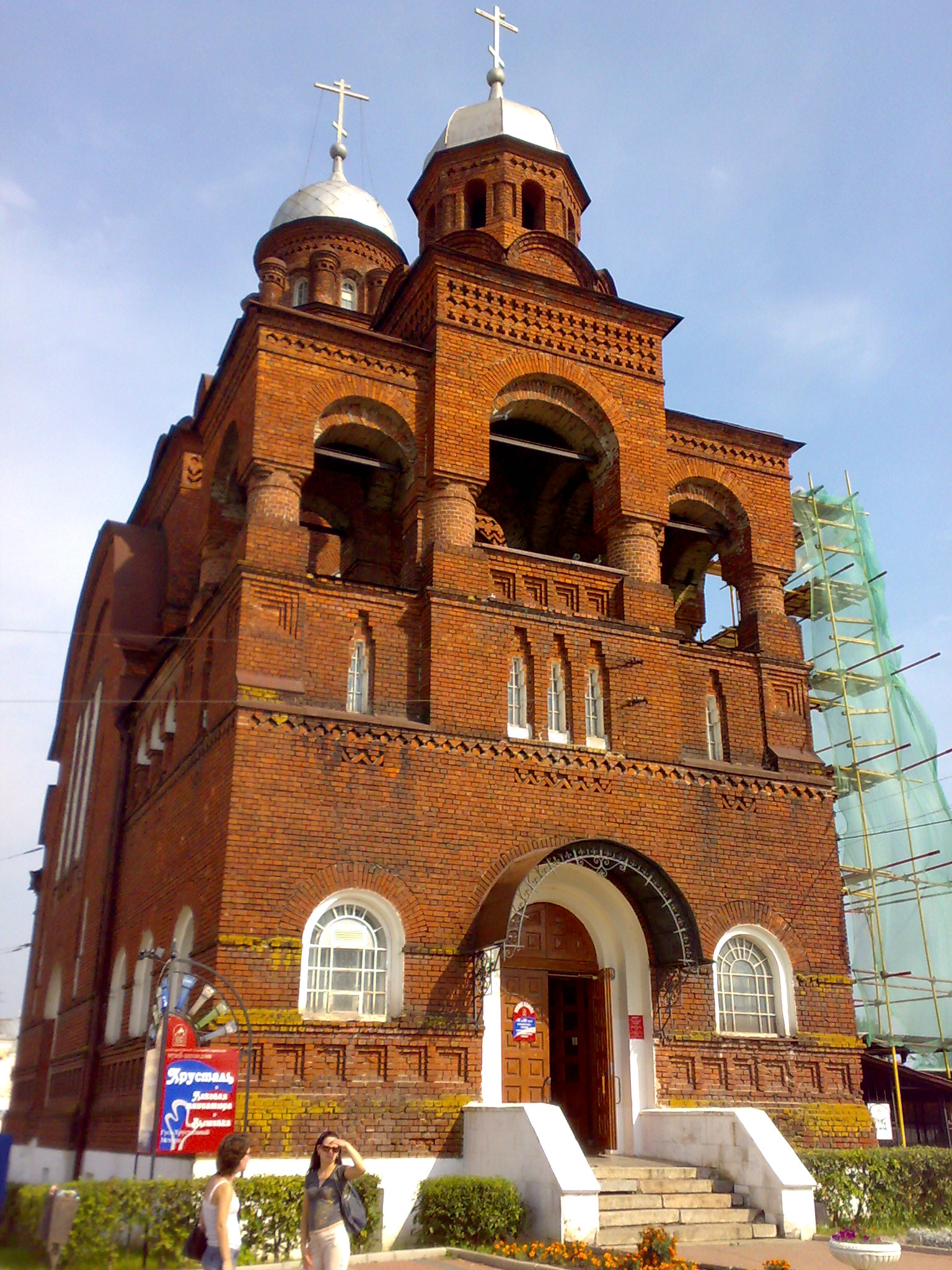
市の中心部の至聖三者大聖堂

- カンタベリー（イギリス）
- エアランゲン（ドイツ）
- ブルーミントン-ノーマル（アメリカ合衆国）
- サラソタ（アメリカ合衆国）
- マリオン（en、アメリカ合衆国）
- サント（en、フランス）
- 宝鶏（中国）
- ウースチー・ナド・ラベム（チェコ）